# Fez-Bulman

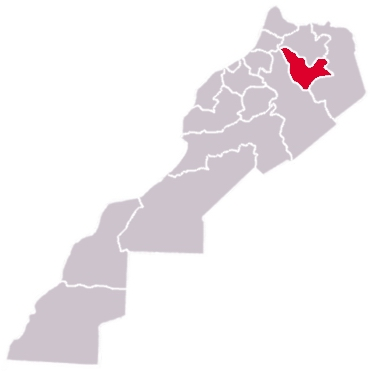
Region na mapie kraju

Fez-Bulman (arab. فاس بولمان, fr. Fès-Boulemane) - region w Maroku, w północnej części kraju. Populacja wynosiła w 2004 roku 1 573 055 mieszkańców na powierzchni 19 795 km². Stolicą regionu jest Fez.
Region składa się z 4 prowincji:
- Bulman
- Fez
- Maulaj Jakub
- Safru